# Talpost
Die Talpost ist eine im 19. Jahrhundert gegründete lokale Zeitung aus Lambrecht (Pfalz). Bis 1982 erschien die Talpost als Tageszeitung sechs Mal wöchentlich, seitdem wird sie als Wochenzeitung publiziert.

## Inhalte und Verlag
Unter dem Obertitel wird die Lambrechter Talpost, der Elmsteiner Anzeiger und der Weidenthaler Bote veröffentlicht, zugleich ist das Blatt amtliches Bekanntmachungsorgan und Wochenzeitung der Verbandsgemeinde Lambrecht (Pfalz). Die jeweils donnerstags erscheinende Schrift wird durch das auf Linus Wittich zurückgehende und auf Heimat- und Bürgerzeitungen spezialisierte Unternehmen LINUS WITTICH Medien KG in Föhren herausgegeben, gedruckt und verlegt. Verantwortlicher Redakteur ist Volker Edel.

## Geschichte
Die Talpost erschien erstmals im Jahr 1869 in dem Ort Lambrecht (Pfalz). Inhaber und Verleger der Zeitung sowie Besitzer der zugehörigen Druckerei war ab 1899 der aus Saulgau zugezogene Adolf Edel, sowie nach dessen Tod 1935 seine Nachfahren, unter ihnen der gleichnamige Sohn (1904–1964).
Nachdem die Zeitung in den 1950er Jahren noch sechs Mal wöchentlich erschienen war, führte die Informationsgemeinschaft zur Feststellung der Verbreitung von Werbeträgern (IVW) die Talpost, die Anfang der 1980er Jahre in Auflage von rund 1.300 Exemplaren erschien, ab dem ersten Quartal 1982 nur noch als Wochenzeitung. Nur wenige Jahre zuvor, nachdem Mitte der 1970er Jahre Tageszeitungen bundesweit aufgeben oder fusionieren mussten, war Melanie Edel, Redakteurin, Buchdruckermeisterin und Mitinhaberin sowohl des Unternehmens Edeldruck als auch der Talpost, noch „für ihren Einsatz um die Erhaltung der lokalen Tageszeitung mit der Verfassungsmedaille des Landes Rheinland-Pfalz geehrt worden.“
Seit 2003 wird die Talpost durch das in Föhren tätige Unternehmen LINUS WITTICH Medien verlegt, das weiterhin auch personell mit der Familie Edel und der Lambrechter Unternehmen Edeldruck zusammenarbeitet.